# ピアノソナタ殺人事件
『ピアノソナタ殺人事件』（ピアノソナタさつじんじけん）は、高階良子による日本の漫画作品。
『なかよしデラックス』（講談社）1979年8月号と同年9月号に前後編が掲載された。全2話。単行本は同社の講談社コミックスなかよしより全1巻。2005年には秋田書店からも刊行された。

## 書誌情報
- 高階良子 『ピアノソナタ殺人事件』 講談社〈講談社コミックスなかよし〉、1979年12月5日第1刷発行
  - 表題作のほか、読み切り作品「ホープダイヤの赤い呪い」（なかよし1978年4月号増刊に掲載）と「ばらのためいき」（同6月号増刊に掲載）が同時収録されている。
- 高階良子 『ピアノソナタ殺人事件』 秋田書店〈ボニータコミックスα〉、2005年1月13日発売、ISBN 4-253-09677-8